# پل دوشنه
پل دوشنه (فرانسوی: Paul Duchesnay‎؛ زادهٔ ۳۱ ژوئیهٔ ۱۹۶۱) اسکیت‌باز نمایشی اهل فرانسه است.
وی همچنین برندهٔ جوایزی همچون لژیون دونور (شوالیه) شده‌است.